# 34A busz (Budapest)
A budapesti 34A jelzésű autóbusz a Rómaifürdő és a Fővárosi Tanácsüdülő között közlekedett. A járatot a Budapesti Közlekedési Vállalat üzemeltette.

## Története
1948. június 26-án a 34-es üzemideje strandszezonban bővült, a Flórián tér és Nimród utca (VÁM) között 34A jelzésű betétjárata is közlekedett.
1958. július 13-ától Óbuda, Miklós utca és Nimród utca között járt, majd október 4-én megszüntették. 1959-ben és 1960-ban is közlekedett strandszezonban. Legközelebb 1976. július 5-én helyezték üzembe a Rómaifürdő és a Fővárosi Tanácsüdülő között. Csak október 31-éig járt, majd 1977. május 1-jén indították újra. 1977. augusztus 31-én megszűnt.

## Útvonala
| Fővárosi Tanácsüdülő felé | Rómaifürdő felé |
| --- | --- |
| Rómaifürdő vá. – Emőd utca – Szentendrei út – Czetz János utca – Attila utca – Csalma utca – Emőd utca – Nánási út – Vörös hadsereg útja – Fővárosi Tanácsüdülő vá. | Fővárosi Tanácsüdülő vá. – Vörös hadsereg útja – Nánási út – Nimród utca – Zaránd utca – Emőd utca – Rómaifürdő vá. |

## Megállóhelyei
Az átszállási kapcsolatok között az azonos útvonalon közlekedő 34-es busz nincs feltüntetve!
| 0  | Rómaifürdő végállomás                   | 10 | Szentendrei HÉV 34Y, 42, 42A | Szentendrei HÉV 42, 42A, 134 |
| 1  | Czetz János utca                        | ∫  | 34Y, 42, 42A                 | 42, 42A, 134                 |
| 2  | Dósa utca                               | 9  | 34Y                          | 134                          |
| 3  | Nánási út (↓) Nimród utca (↑)           | 8  | 34Y                          | 134                          |
| 4  | Béke strand                             | ∫  | 34Y                          | 134                          |
| 5  | Zenta utca                              | 7  |                              |                              |
| 6  | Szamos utca                             | 6  |                              |                              |
| 7  | Mátyás király út                        | 5  |                              |                              |
| 8  | Kohász üdülő (↓) Ságvári Endre utca (↑) | 4  |                              |                              |
| 9  | Pünkösdfürdő                            | 3  | A, R                         | A, R                         |
| 10 | Vízművek                                | 2  |                              |                              |
| 11 | Tanácsüdülő                             | 1  | R                            | R                            |
| 12 | Fővárosi Tanácsüdülő végállomás         | 0  |                              |                              |